# Geranomyia manca
Geranomyia manca är en tvåvingeart som beskrevs av Alexander 1924. Geranomyia manca ingår i släktet Geranomyia och familjen småharkrankar. Inga underarter finns listade i Catalogue of Life.